# Malthonea spinosa
Malthonea spinosa là một loài bọ cánh cứng trong họ Cerambycidae.